# Włodzimierz Smolarek
Włodzimierz Wojciech Smolarek (Aleksandrów Łódzki, 16 de julho de 1957 - Aleksandrów Łódzki, 7 de março de 2012) foi um futebolista polonês. Foi pai do também jogador Euzebiusz Smolarek.
Smolarek disputou pela Polônia 60 partidas, marcando treze gols. Também foi integrante da seleção nas Copas do Mundo de 1982 e 1986. Ainda como jogador, foi eleito duas vezes como jogador polonês do ano.

## Carreira
Smolarek começou a sua carreira no clube amador da sua cidade-natal, o Włókniarz Aleksandrów Łódzki. Pouco depois passou a representar o RTS Widzew Łódź (1974-78) e o Legia Warszawa (1978-80). Regressou ao Widzew Łódź (1980-86) e conquistou em 1981 e 1982, dois campeonatos e uma Taça da Polónia, em 1985. Prosseguiu a carreira fora da Polónia, ao serviço de Eintracht Frankfurt na Alemanha (1986-88), tendo vencido a Taça da Alemanha na última época. Transferiu-se para o Feyenoord (1988-90) e FC Utrecht (1990-96).
Internacional em 60 ocasiões, Smolarek marcou 13 golos pela selecção polaca, que representou entre 1980 e 1992, e também participou em dois Mundiais (1982 e 1986).
Mais tarde, desempenhou cargos nos departamentos de futebol jovem de Feyenoord (durante sete anos, Smolarek foi treinador das categorias de base neste clube) e na Federação Polaca de Futebol (PZPN).

## Títulos
Widzew Łódź
- Campeonato Polaco: 1981, 1982
- Copa da Polônia: 1985

Eintracht Frankfurt
- Copa da Alemanha: 1988

### Individuais
- Jogador Polaco do Ano: 1984, 1986